# 脆副棘鮃
脆副棘鮃為輻鰭魚綱鰈形目鰈亞目牙鮃科的其中一種，為深海魚類，分布於東太平洋區，從美國加州南部至加利福尼亞灣海域，棲息深度18-347公尺，體長可達22公分，棲息在沙底質底層水域，生活習性不明，可作為觀賞魚。

## 扩展阅读
維基物種上的相關：脆副棘鮃